# Italo Bertoglio
Italo Bertoglio (Torino, 1877 – Torino, 1963) è stato un ingegnere civile e fotografo italiano.

## Biografia
Poco o nulla conosciamo della sua famiglia, della vita e della sua formazione. Sono pervenute poche informazioni su questo fotografo che viene definito, da più parti, "dilettante", essendo professionalmente un ingegnere civile, dedito soprattutto agli impianti elettrici e telefonici, in quanto progettista di grandi sistemi di impianti idroelettrici per la Società Idroelettrica Piemontese (SIP), almeno fino alla seconda guerra mondiale. 
I suoi esordi fotografici sono da ricercare tra il 1905 e il 1907 cui seguì un lungo periodo di inattività per ripresentarsi con dei ritratti nel 1923 ad una esposizione a Torino che gli valsero una menzione, che probabilmente furono anche la spinta per ricominciare. Concretamente, il merito e l'abilità di Bertoglio furono quelli di dirigere, fin dalla fondazione nel 1928, prima tra le associazioni nate all’interno di aziende (seguita dal dopolavoro Fiat nel 1929 e Frigt nel 1935), il gruppo di fotografi dilettanti a fini promozionali del gruppo aziendale SIP. Egli, attraverso la promozione delle mostre annuali, la cura dei cataloghi, oltre alla realizzazione di fotografie e brochures pubblicitarie per le società del gruppo elettrico, il quale aveva esteso il proprio raggio d’azione anche al telefono e alla radio, contribuì al rinnovamento della fotografia come mezzo di comunicazione.
La fotografia, per Bertoglio, però ebbe un ruolo importante verso gli anni Trenta poiché egli aderì al movimento futurista, anche se non formalmente, e le sue immagini furono esposte in varie mostre anche all'estero tra cui Parigi e Londra fino agli Stati Uniti, Sud America, Giappone e persino Melbourne. Inoltre, fu tra i docenti del Corso Superiore di Cultura Fotografica organizzato dalla Società Fotografica Subalpina di Torino, di cui fu vicepresidente nel 1933-1934 e che presiedette dopo il 1945.
Ha fotografato gli edifici eretti dal fascismo, un balilla, qualche milite, una natura morta con fascio littorio, ma nessuna delle sue immagini ritrasse il duce né le studiate coreografie che accompagnarono le sfilate del regime. Non sappiamo quanto egli abbia aderito al fascismo né che cosa sia successo alla sua vita dopo il conflitto.
Fu il primo presidente della FIAF, la Federazione italiana associazioni fotografiche dal 1948 al 1957. Il suo archivio, costituito da circa 2 700 fotografie è stato donato al Museo nazionale del cinema dalla moglie Anita Salvetti nel 1967.

## Stile
Mentre all'inizio della sua attività fotografica fu abbastanza allineata al pittorialismo, in un secondo tempo, via via, se ne distaccò per orientarsi verso una forma di espressionismo futurista: gli oggetti di scena appaiono importanti quanto lo stesso arredamento, ad esempio. Bertoglio lavorò sulla disposizione spaziale degli oggetti che fotografava, ninnoli, fiori, occhiali, penne, gioielli, pupazzi, giocò con le ombre, conoscendo a fondo la disposizione dell'illuminazione, grazie alla sua professione. Rappresentò nature morte, ma soprattutto per creare fantasmagorie: “bisogna rendersi conto [...] del dramma delle ombre degli oggetti contrastate e isolate dagli oggetti stessi”, scrivevano Filippo Tommaso Marinetti e Tato nel loro “Manifesto della fotografia futurista” del 1930.
Bertoglio condivise con altri fotografi alcune riflessioni estetiche sull'uso delle ombre, sull'opportunità di scattare foto della nebbia, sulla differenza tra fotografia artigianale e fotografia artistica ed anche tra fotografia artistica e fotogiornalismo: interrogativi posti sul giornale torinese "Galleria, Rassegna mensile Internazionale d'Arte Fotografica" (1935-1939), diretta da Luigi Andreis. Bertoglio restò un fotografo dilettante, nel senso che non si guadagnò da vivere con la fotografia, anche se ha lavorato molto su commissione, soprattutto per i ritratti.
La figura di questo fotografo è rimasta oscurata nella storia del Novecento perché compromessa con la Mostra della Rivoluzione fascista del 1932, quella del decennale, che fu peraltro riproposta nel 1937, sovrapposta alla Mostra Augustea della Romanità, alla quale Il Popolo d'Italia dette ampio risalto pubblicando l'inserto anche con le foto di Bertoglio. Per capire il valore dei suoi lavori e rimetterlo in una luce che ne sottolinei il prezioso contributo, bisogna rifarsi alle sue stesse parole, pubblicate nel 1935 su “Galleria”, quale commento alla propria fotografia L’amatore di belle stampe. Egli scrisse: “[...] lo stimolo che fa scattare l’otturatore non proviene da una sensazione esterna, ma è nato in noi, è tutto nostro e la fotografia cerca di tradurre un’idea, una frase, un pensiero, infine un nostro particolare stato d’animo”. L'idea va prima costruita nella mente e poi nella realtà, quindi fotografata e comunicata infine, all'osservatore.